# Nốt đen

Nốt đen và dấu lặng đen

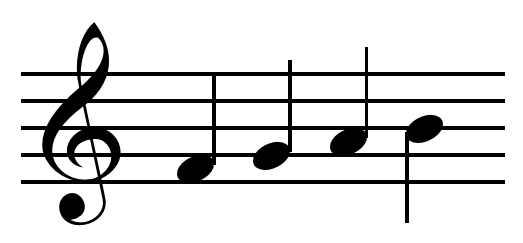
Bốn nốt đen. Nốt đen là nốt có giá trị nhỏ nhất mà không có sự nối đuôi các nốt nằm gần nhau trong ô nhịp.

Nốt đen (tiếng Anh: crotchet, quarter note) là một hình nốt nhạc có trường độ bằng 1/4 nốt tròn và bằng phân nửa nốt trắng. Đối với nhịp 3/4, 4/4 thì một nốt trắng tương đương hai phách trong một ô nhịp.
Nốt đen có thân nốt hình bầu dục đặc ruột (màu đen) và có đuôi. Ký hiệu có liên quan đến nốt đen là dấu lặng đen, có ý nghĩa biểu lộ khoảng lặng có độ dài bằng với trường độ của nốt đen. Ký hiệu dấu lặng đen là , bên cạnh đó còn có thể thấy dạng cổ xưa hơn là .
Ký hiệu bằng Unicode của nốt đen là U +2669 (♩).

## Trường độ
Một nốt đen tương đương 1/4 nốt tròn, 1/2 nốt trắng, hai nốt móc đơn, bốn nốt móc kép,... Có người thường nói rằng nốt đen tương ứng với một phách, tuy nhiên cách diễn đạt này không chính xác vì phách là do số chỉ nhịp quy định, vì thế nốt đen có thể không tương ứng với một phách. Cách diễn đạt là đúng trong các bản nhạc có số chỉ nhịp phân hai (2/4, 3/4, 4/4,...), khi đó một nốt đen ứng với một phách. Trường hợp nếu có thêm một dấu chấm dôi sau nốt đen thì trường độ được kéo dài thêm một nửa.